# Рјујин
Рјујин - један је од осам богова који првобитно потичу из индијске митологије а затим се прича о њима шири у Кини, Кореји и Јапану. У јапанској митологији он је краљ змајева, бог мора и господар змија. Верује се да има велико знање у медицини и да је он био тај који контролише кише и олује, као и да је штитио Јапан. Имао је могућност претварања у друге животиње или пак човека. Због веровања у његове бројне могућности највише је био цењен од стране рибара јер је од њега зависило и време и стање мора па самим тим и исход риболова. 

## Рјујинова огромна палата
У дубинама језера Бива, североисточно од Кјота Рјујин је живео у огромној, подводној палати Рјугу-јо. Дворац је био направљен од чврстих кристала, црвених и белих корала. Његова породица и верне слуге живели су у палати заједно са њим. Корњаче, медузе и неке рибе у легендама су описиване као његове слуге. Широм Јапана постојали су храмови који су му посвећени па су се и та места сматрала његовим домом. 

### Прича о рибару који је посетио палату
Једнога дана, рибар по имену Урашима Таро, видео је децу која су узнемиравала корњачу. Рибар ју је спасао тако што је отерао децу а корњача му је у знак захвалности понудила да са њом крене на пут и посети палату Рјугу-јо. Након што је стигао у палату Рјујинова ћерка му је направила обилан ручак и на поласку му дала малу кутију за накит на поклон. Таро се вратио кући и приметио како више ништа није исто. Није могао да препозна околину нити да пронађе своју кућу. Срео је старицу која је кроз причу поменула рибара који је мистериозно нестао пре много година. Након лутања, очајан је отворио кутију коју је добио и огромна светлост изашла је из ње. За трен ока све је било као пре. У знак захвалности за своју доброту добио је могућност да види део будућности и живи живот на другачији начин. 

## Приче и легенде
Многе приче и легенде везане су за Рјујина. Узимајући у обзир немирну нарав мора он је био или зла сила или добри владар који је свима помагао. 

### Како су медузе изгубиле кости?
Једанпут, Рјујину је била потребна јетра од мајмуна да би излечио осип на кожи. Послао је медузу да нађе мајмуна што је она и урадила. Веома брзо мајмун је схватио своју судбину. Желећи да побегне рекао је да је његова јетра у тегли у шуми и да ће је наћи и донети. Наравно, медуза га никада више није видела. Рјујин је био бесан и кренуо је да туче медузу све док јој кости нису биле сломљене.

### Рјујинови драгуљи
Када се царица Јингу борила против кореанске морнарице бацила је драгуљ у море и талас се тада повукао. То је блокирало флоту кореанске морнарице и кореанске ратнике који су морали да изађу из својих бродова. Царица је потом ставила још један драгуљ у воду и море је поново порасло и тако су војници били заробљени и сахрањени испод таласа. Сваке године овај мит је прослављен са свечаностима у Јасака Шрајну, а зове се Гион Мацури. 